# Elegance (výstava)
Elegance je prodejní výstava oblečení, která se koná na výstavišti v Lysé nad Labem. První ročník se konal v roce 1991. Jedná se o prodejní výstavu. Součástí výstavy bývá soutěž mladých tvůrců nazvaný Avantgarda. Tématem soutěže Avantgarda v roce 2016 byl Karel IV. a tak se do Lysé dostala i kopie císařské koruny. V posledních letech se výstava koná dohromady s veletrhem Narcis a výstavou Regiony.

## Galerie

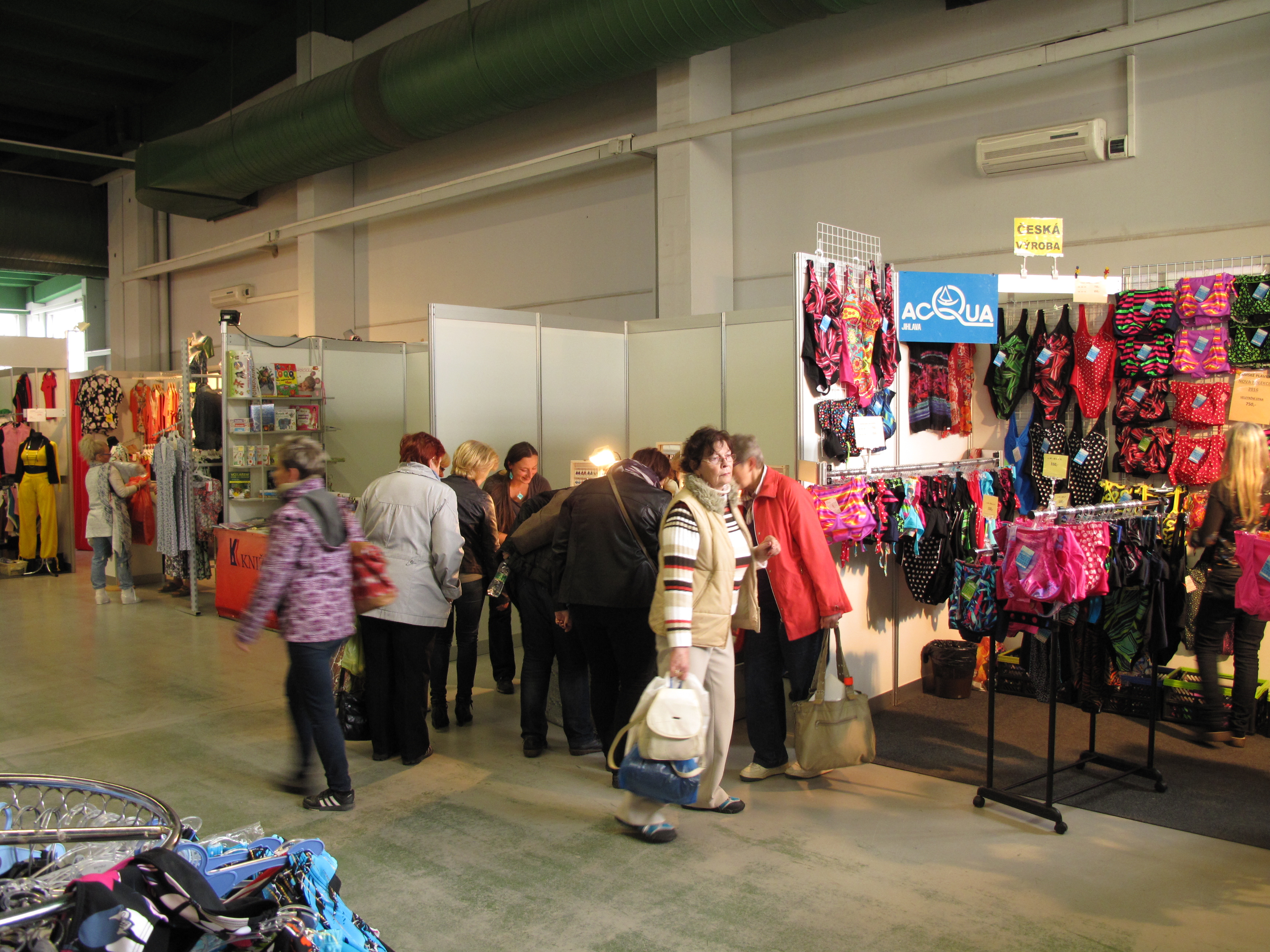
Elegance 2016
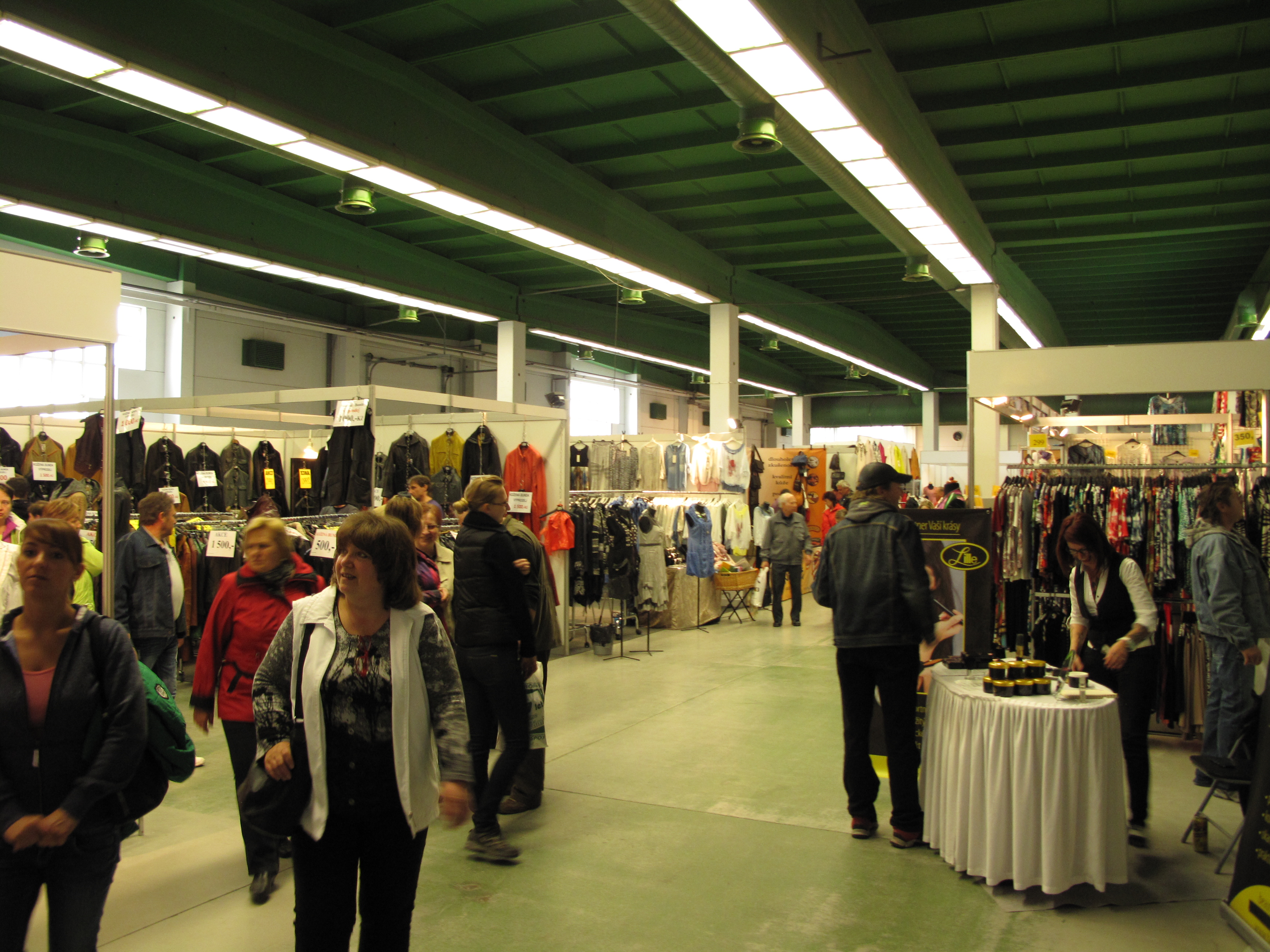
Elegance 2016
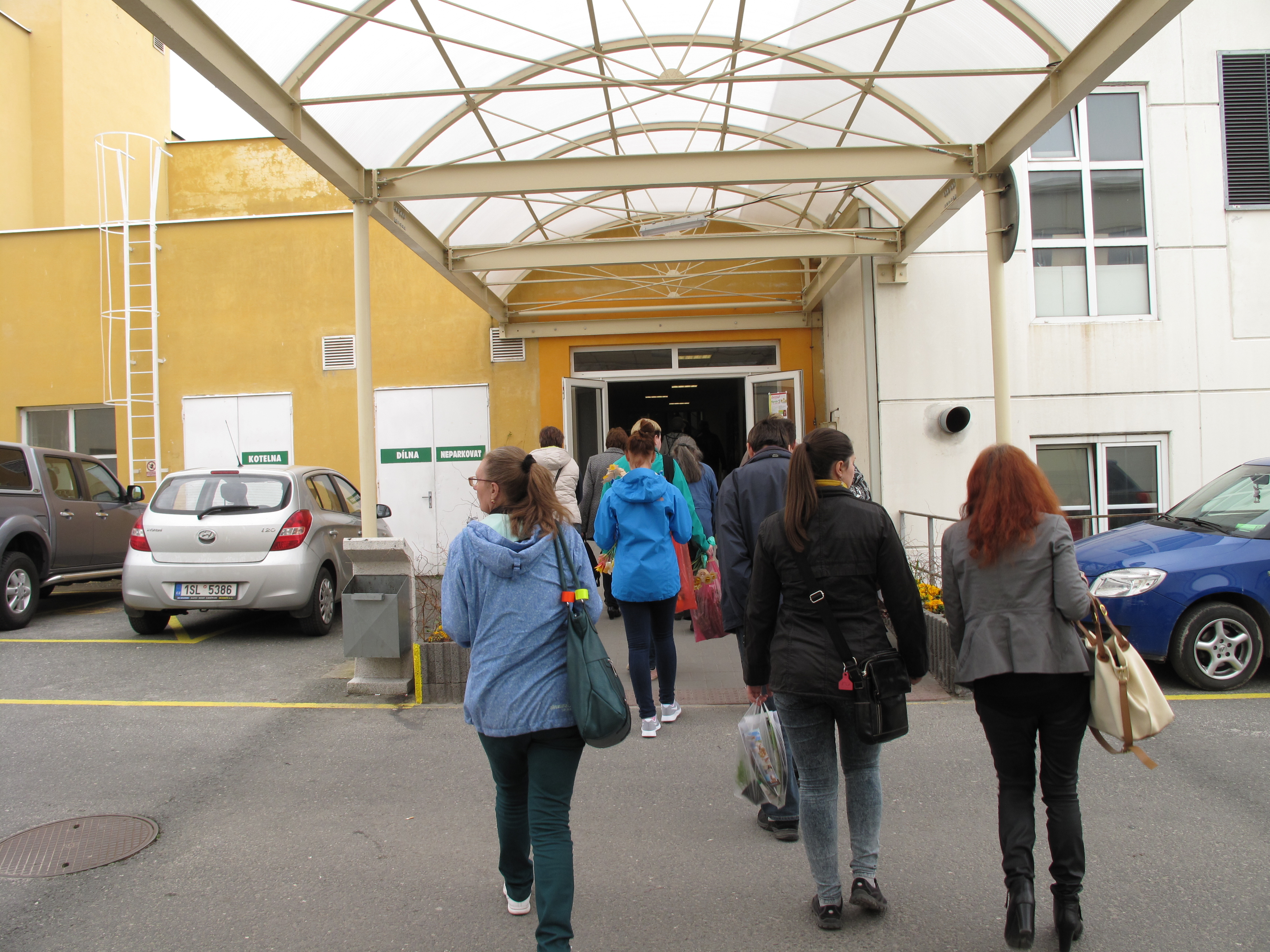
Lidé vstupují do pavilonu veletrhu Narcis
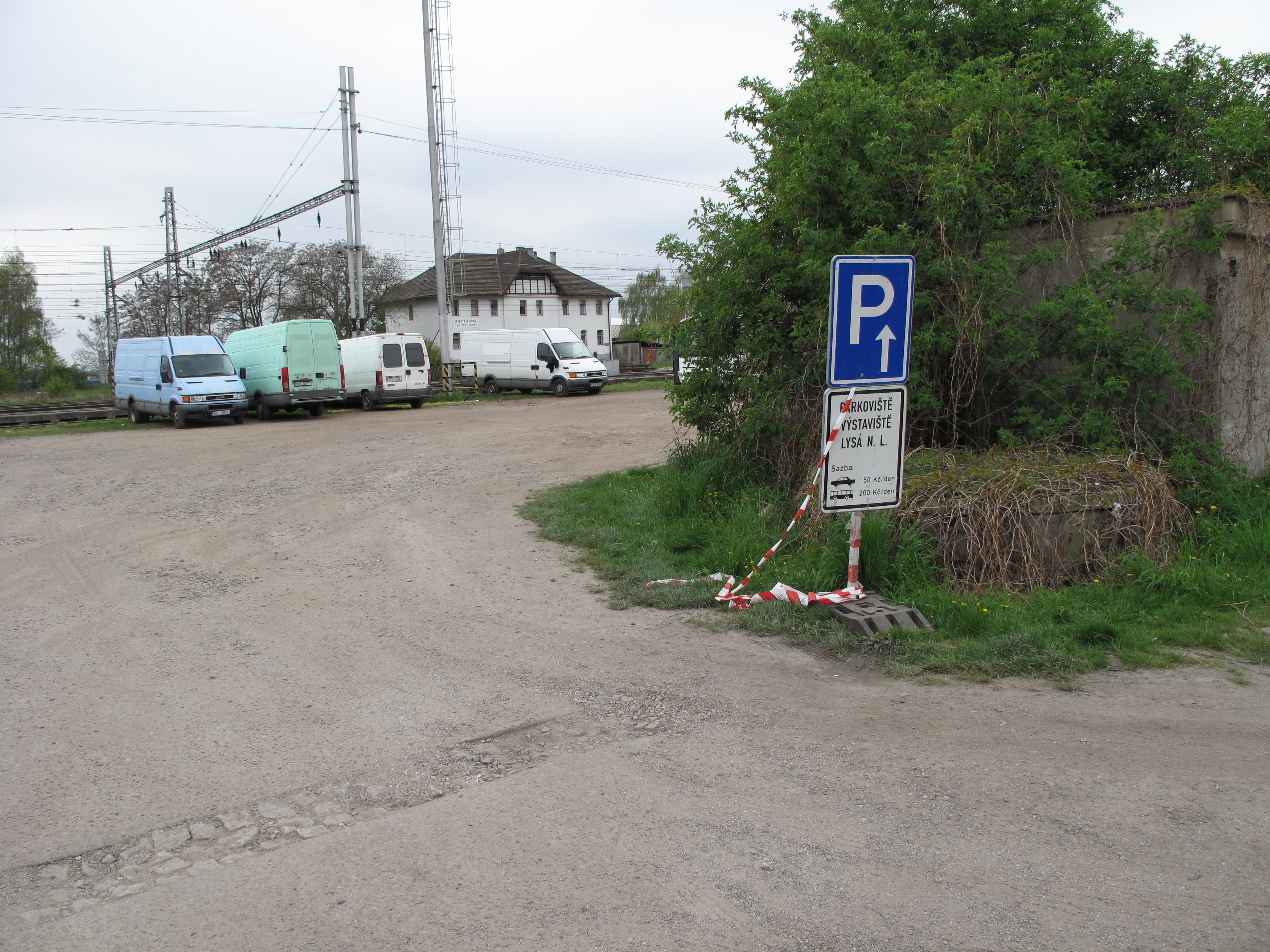
Parkoviště před výstavištěm